# Hallucigenia
Hallucigenia er en slægt af kambriske ormelignende dyr, kendt fra fossiler i Burgess Shale-aflejringer i Canada og Kina og fra isolerede aflejringer i resten af verden. Slægtsnavnet afspejler dyrets usædvanlige udseende og omstændighederne omkring dens opdagelse; da slægten først blev opdaget, blev H. sparsa rekonstrueret med undersiden opad og bagenden forrest. Hallucigenia er senere beskrevet som hørende til Lobopodia, en række af palæozoiske panarthropoder, som indeholder stamformerne til blandt andet bjørnedyr og leddyr.

## Morfologi
Hallucigeni er et 0,5-5,5 cm langt rørformet dyr med op til ti par ben ( lobopoder ). De første 2 eller 3 benpar er lange og tynde uden vedhæng, mens de resterende 7 eller 8 par hver er tilhæftet 1 eller 2 kløer. Over kropsregionen er 7 par stive koniske skleritter (spikler) svarende til 3. – 9. benpar.  Dyrets forende og bagende er svære at identificere; den ene ende fortsætter bag benene og kan tilsyneladende strække sig ned mod underlaget. Nogle individer viser spor af en simpel tarm.
Forskning i midt-2010'erne konkluderede, at den længste ende er et hoved med mund og mindst èt par simple øjne .  Formen på hovedet er forskelligt fra art til art.
Hallucigenias spikler består af et til fire indlejrede elementer. Deres overflade er ved H. sparsa er dækket af små trekantede 'skæl', mens spiklernes overflade ved Hallucigenia hongmeia er en netlignende struktur af mikroskopiske cirkulære åbninger.

## Klassifikation
Siden revisionerne omkring 1990'erne, bliver Hallucigenia generelt klassificeret som en lobopodisk panarthropod, selvom deres slægtsskab til andre panarthropoder ikke er afklaret. Hallucigenia er længe blevet set som en stamgruppe til Onychophora, hvilket understøttes af flere fylogenetiske analyser. Hallucigenia Hallucigenia og Onychophoras deler som de eneste grupper en bestemt opbygning af deres kløer. På den anden side understøtter nogle analyser snarere Hallucigenias position som en panarthropod uden for onychophora-stammegruppen. Ifølge dette vil fællestrækkene mellem Hallucigenia og Onychophora være opstået ved en stamforem til alle panarthropoder, og derefter være reduceret væk ved bjørnedyr og leddyr. Hallucigenia har dog også egenskaber som findes ved tidligere panarthropoder, men ikke findes ved Onychophora.

## Udbredelse
Hallucigenia blev først beskrevet fra Burgess Shale i det sydøstlige British Columbia, Canada, og fossiler er også fundet i kinesiske sedimentaflejringer. Isolerede Hallucigeniaspikler er desuden vidt udbredt i en række kambriske aflejringer.